# Cinema Strikes Back
Cinema Strikes Back ist ein deutscher öffentlich-rechtlicher Film- und Serienkanal auf YouTube. Er gehört zur Mediengruppe funk, die von ARD und ZDF angeboten werden.

## Produktionsfirma
Der öffentlich-rechtliche Online-Filmkanal Cinema Strikes Back wird für Funk von vier festen Mitarbeitern der im Dezember 2017 gegründeten Kölner Firma Schattenwolf GmbH produziert. Zum Moderationsteam gehören u. a. der Producer und Chefredakteur Alper Turfan, der Journalist Marius Stolz und der Editor Jonas Ressel (u. a. Schnitt des Musikvideos Halt dein MAUL, Echo-Preisträger in der Kategorie „Bestes Video“). Seit 2022 sind auch Lennart Schmitz und Xenia Popescu fester Teil des Moderationsteams.
Zuvor haben die Gründer Turfan, Stolz und Ressel ab 2015 für Mediakraft Networks den YouTube-Kanal DieFilmfabrik von Entertainer Dominik Porschen übernommen, da sich dieser mit der Deutschen Telekom als Sponsor auf einen kleineren Kanal zurückzog. Mittlerweile ist er hin und wieder auf der Filmfabrik zu sehen, seitdem Turfan, Stolz und Ressel den Kanal abgegeben haben.

## Film- und Serienkritiken
Die Moderatoren veröffentlichen einen wöchentlichen Podcast, unter anderem auf ihrem YouTube-Kanal, auf Spotify und Apple Podcasts, bei dem sie sich mit aktuellen Kinoproduktionen, Filmen und Serien auseinandersetzen. Darüber hinaus veröffentlichen sie Filmkritiken in separaten Videos auf YouTube.
Vereinzelt werden auch Kritiken über Comics, Videospiele und Bücher gepostet.

## Formate

### Für eine Handvoll Donuts
In unregelmäßigen Abständen veröffentlicht Cinema Strikes Back ein Quizformat mit Film- und Serienschwerpunkt, in dem die Moderatoren entweder gegeneinander oder gegen Gäste aus der Youtube-Szene antreten. Der Gewinner der zwei Spielrunden erhält den namensgebenden Preis, eine Schachtel Donuts.

## Weblink
- Alle Episoden in der ARD Mediathek